# Vranjina
Vranjina (montenegrinisch Врањина) ist eine Insel im Skutarisee, zugehörig zur montenegrinischen Gemeinde Zeta.
Durch das Delta des Morača-Flusses geschaffen, befindet sich die Insel im nördlichen Teil des Sees. Sie besitzt eine Fläche von etwa 4,8 km² und ist mit einer Höhe von 296 m über Seespiegel die höchste Insel Montenegros.
Die Insel ist über eine Brücke mit dem Festland verbunden (nach Podgorica) und über einen Damm, der sich quer durch den See zieht, nach Bar.

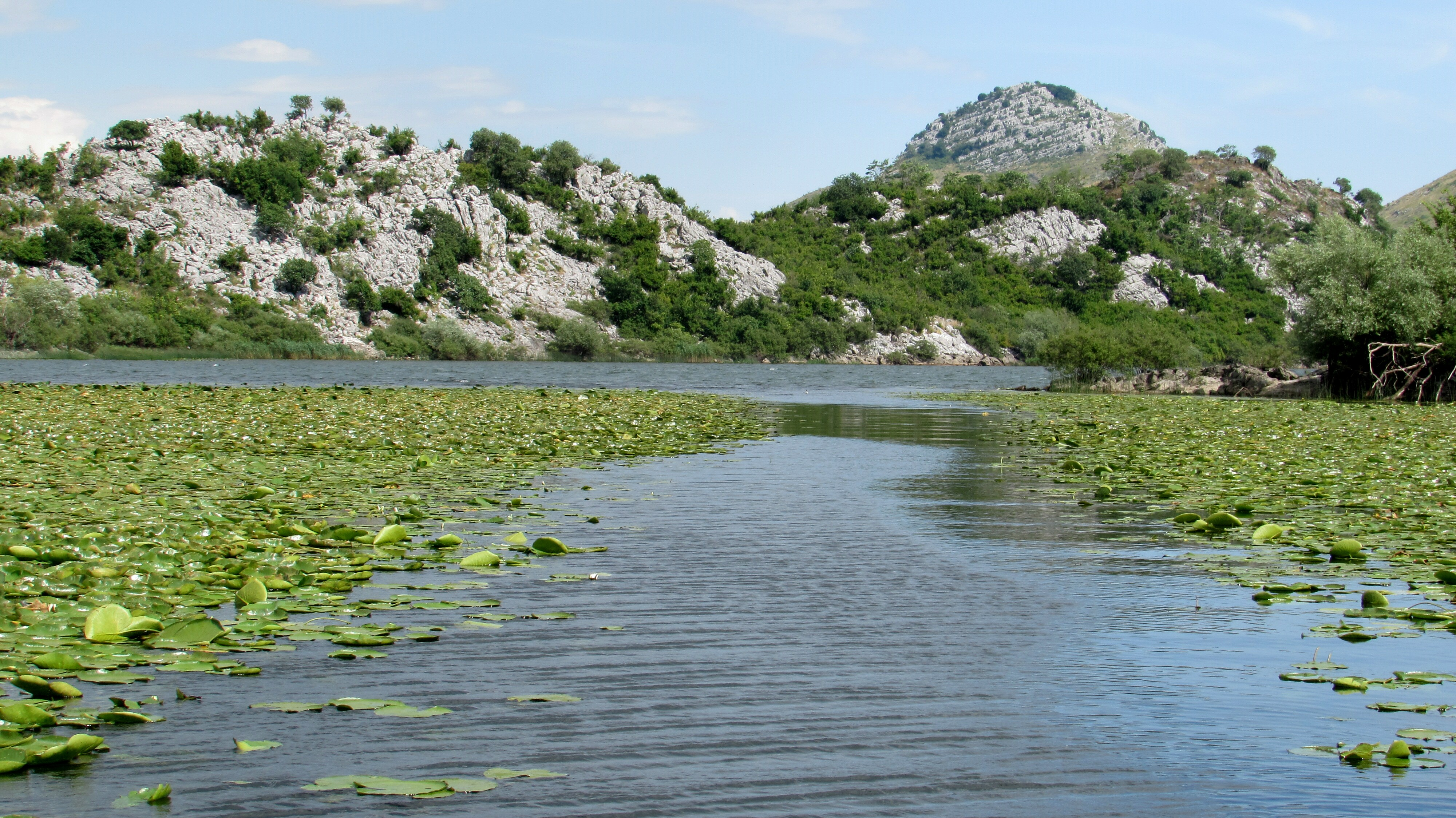
Skutarisee bei Vranjina

Das St.-Nikolas-Kloster stellt die wohl bekannteste Sehenswürdigkeit der Insel dar. Die Stadt Vranjina, am Ufer des Skodarsee gelegen,  wird auf Grund ihres natürlichen Potenzials auch oft als das Montenegrinische Venedig bezeichnet. Sie ist zudem ein beliebter Ort für den Fischfang. Auf der Insel befinden sich einige Fischrestaurants, von denen das Plantaže Restaurant wohl das namhafteste ist.